# Il più grande (italiano di tutti i tempi)
Il più grande (italiano di tutti i tempi) è stato un programma andato in onda dal 20 gennaio al 10 febbraio 2010 su Rai 2, per quattro settimane, basato sul format della BBC 100 Greatest Britons, condotto da Francesco Facchinetti e dall'attrice Martina Stella con la partecipazione di Alessandra Barzaghi e dei comici Biagio Izzo e Riccardo Rossi. Lo scopo finale era trovare quale personaggio, in base alle preferenze espresse con il televoto, fosse considerato dagli spettatori come il più grande italiano di tutti i tempi.
Da una lista di 50 nomi ne sono stati proposti tre per ogni "elezione". Un nominativo è stato eliminato da una giuria formata da 5 persone famose e da 5 giornalisti stranieri: tra i due rimasti è stato il pubblico, con il televoto, a decidere chi sarebbe andato avanti nella competizione.

## La giuria
- Componenti italiani: Vittorio Sgarbi, Mara Venier e Giulia Innocenzi (puntate 1, 2, 3 e 4); Monica Setta (puntate 2, 3 e 4); Maurizio Costanzo (puntata 2), Giampiero Mughini (puntate 3 e 4); Pietrangelo Buttafuoco e Tinto Brass (puntata 1).
- Componenti della stampa estera: Andreas Englisch (Germania), Patricia Thomas (Stati Uniti), Jennifer Grego (Gran Bretagna), Eric Jozsef (Francia) e Antonio Pelayo (Spagna).

## La lista
- Roberto Benigni
- Mike Bongiorno
- Caravaggio
- Giosuè Carducci
- Cristoforo Colombo
- Fausto Coppi
- Eduardo De Filippo
- Vittorio De Sica
- Dante
- Leonardo Da Vinci
- Federico Fellini
- Enrico Fermi
- Enzo Ferrari
- Falcone e Borsellino
- Fiorello
- Lucio Battisti
- Ferruccio Lamborghini
- Rita Levi-Montalcini
- Giacomo Leopardi
- Sophia Loren
- Galileo Galilei
- Giuseppe Garibaldi
- Vittorio Gassman
- Giotto
- Anna Magnani
- Nino Manfredi
- Alessandro Manzoni
- Guglielmo Marconi
- Marcello Mastroianni
- Giuseppe Mazzini
- Michelangelo
- Mina
- Aldo Moro
- Padre Pio
- Papa Giovanni XXIII
- Giovanni Pascoli
- Laura Pausini
- Luciano Pavarotti
- Sandro Pertini
- Francesco Petrarca
- Luigi Pirandello
- Marco Polo
- Giacomo Puccini
- Valentino Rossi
- San Francesco[1]
- Santa Rita da Cascia
- Alberto Sordi
- Totò
- Massimo Troisi
- Giuseppe Verdi
- Alessandro Volta

## I finalisti
Nel corso della terza puntata, andata in onda il 3 febbraio 2010, è stato completato l'elenco dei finalisti che si sono affrontati nella puntata finale del 10 febbraio.
- Caravaggio
- Cristoforo Colombo
- Dante Alighieri
- Leonardo Da Vinci
- Enrico Fermi
- Giovanni Falcone e Paolo Borsellino
- Galileo Galilei
- Anna Magnani
- Laura Pausini
- Luigi Pirandello
- Giacomo Puccini
- Giuseppe Verdi
- Totò

### Classifica finale
1. Leonardo Da Vinci con l'81% al televoto
2. Giuseppe Verdi
3. Falcone e Borsellino perdono in semifinale con Leonardo che ottiene il 64%
4. Galileo Galilei perde in semifinale con Verdi che ottiene il 51%
5. Totò escluso dalla giuria dalla terna Totò - Da Vinci - Falcone e Borsellino
6. Laura Pausini esclusa dalla giuria dalla terna Pausini - Galilei - Verdi
7. Anna Magnani esclusa dalle due terne finali dalla classifica web, nella quale precede Pirandello e Fermi
8. Luigi Pirandello escluso dalle due terne finali dalla classifica web, nella quale precede Fermi
9. Enrico Fermi escluso dalle due terne finali dalla classifica web
10. Dante Alighieri escluso dai primi 9 componenti della giuria che hanno salvato un personaggio a testa (Sgarbi era il Presidente di giuria e non aveva diritto a votare)
11. Caravaggio escluso dalla classifica web, ove risulta 11º, dai primi 10 partecipanti alla puntata finale
12. Cristoforo Colombo escluso dalla classifica web, ove risulta 12º, dai primi 10 partecipanti alla puntata finale
13. Giacomo Puccini escluso dalla classifica web, ove risulta 13º, dai primi 10 partecipanti alla puntata finale

Sono state fatte numerose critiche sul fatto che Laura Pausini fosse davanti a Dante, a Pirandello e a Fermi.

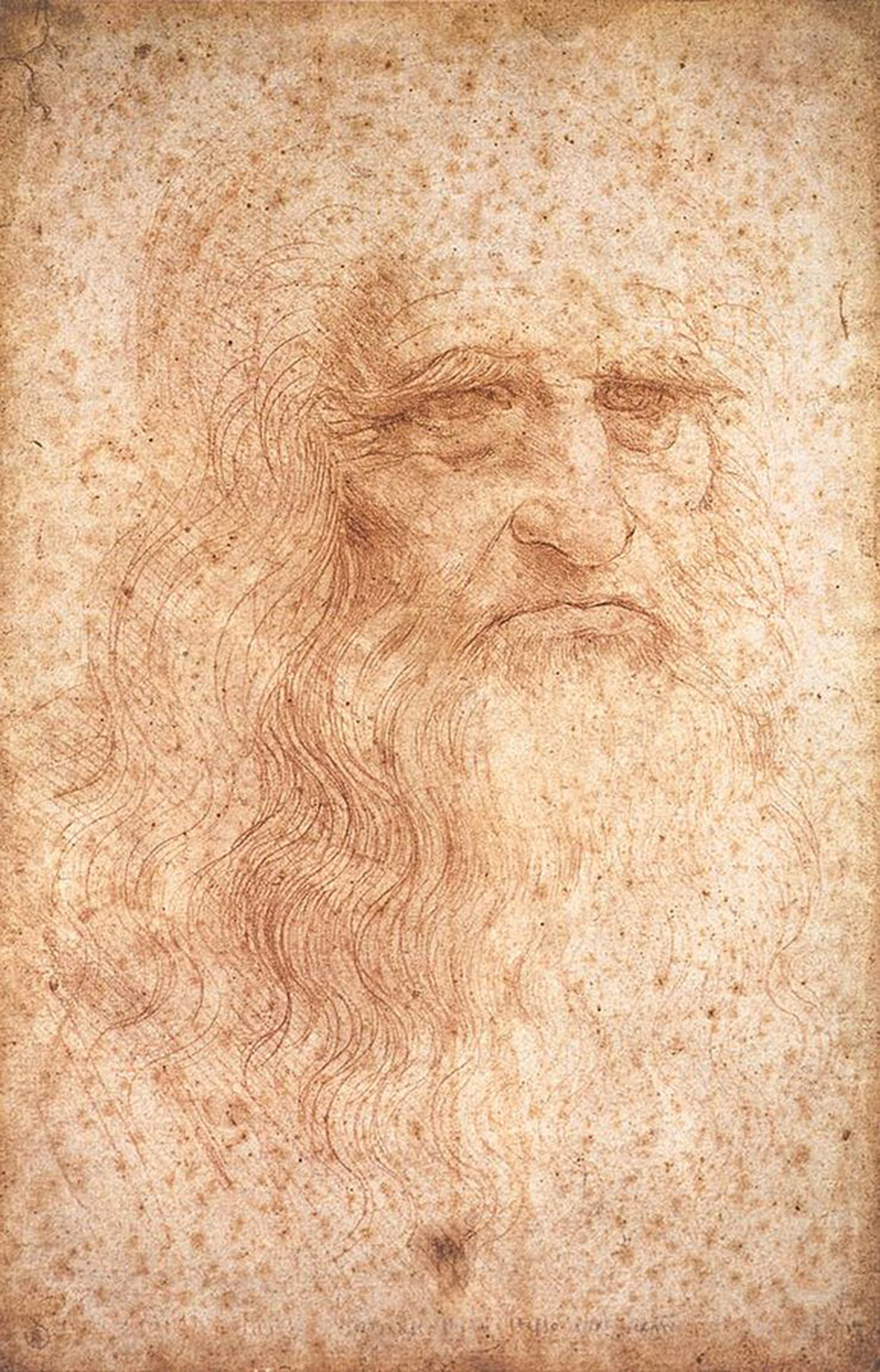
Leonardo Da Vinci
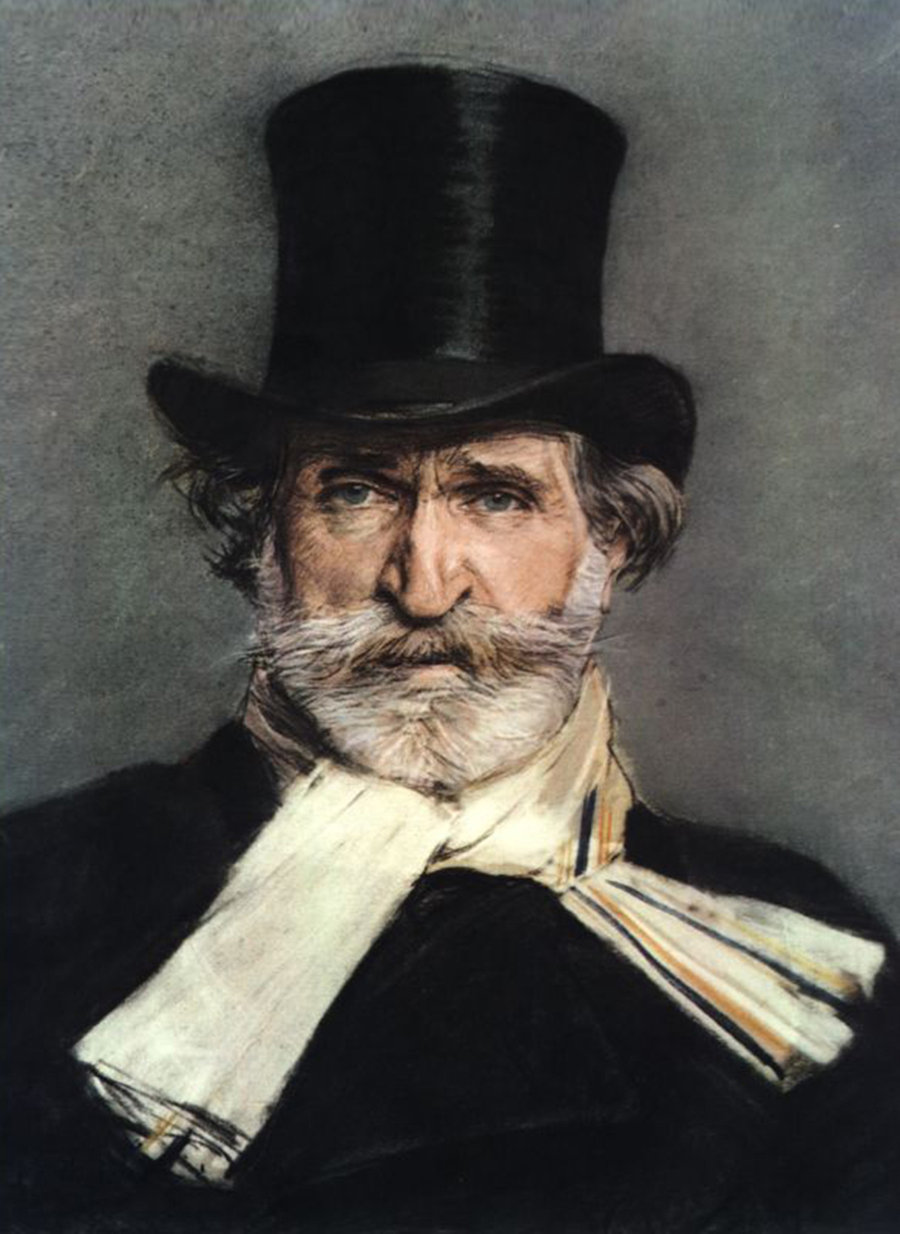
Giuseppe Verdi
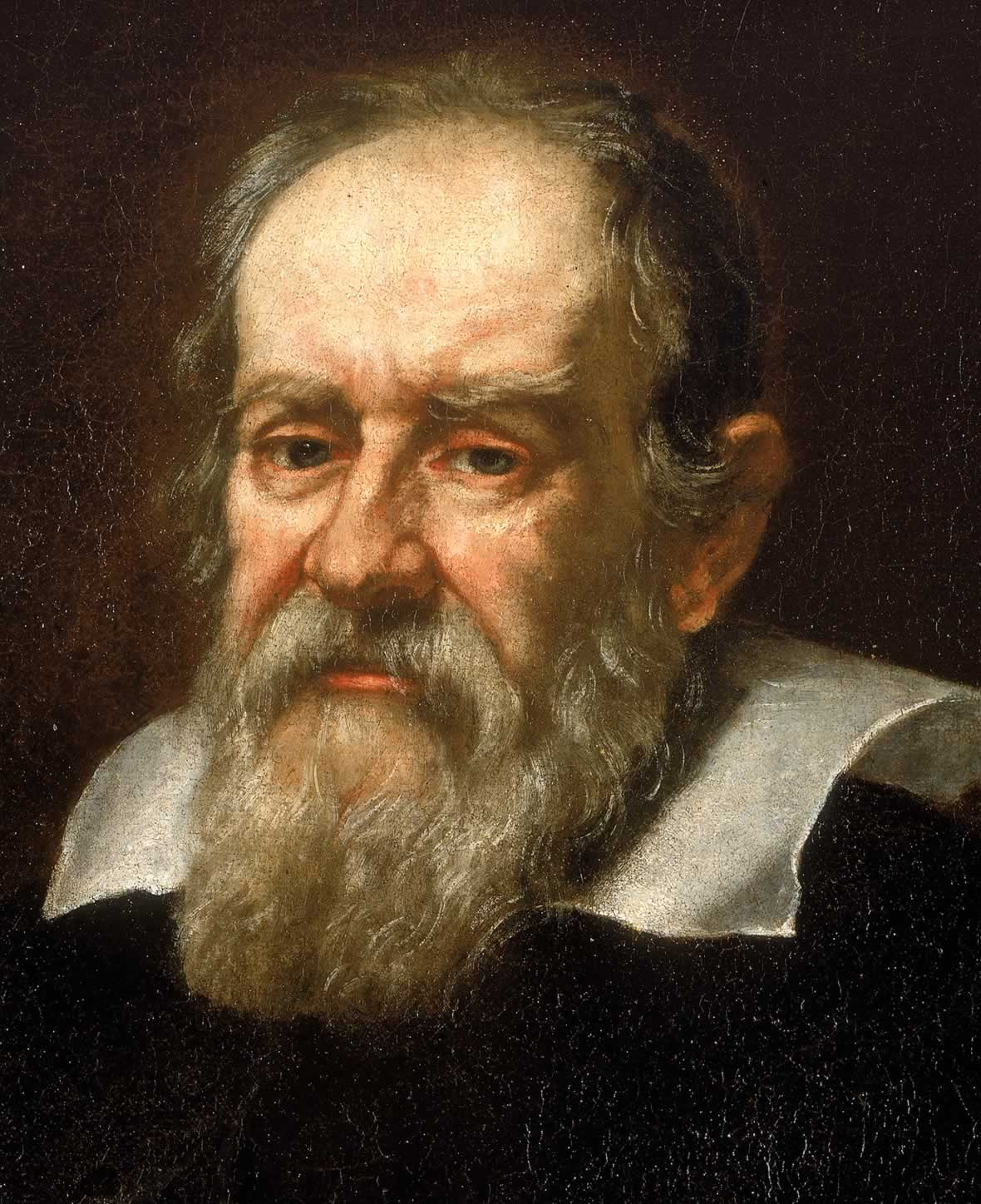
Galileo Galilei
Totò
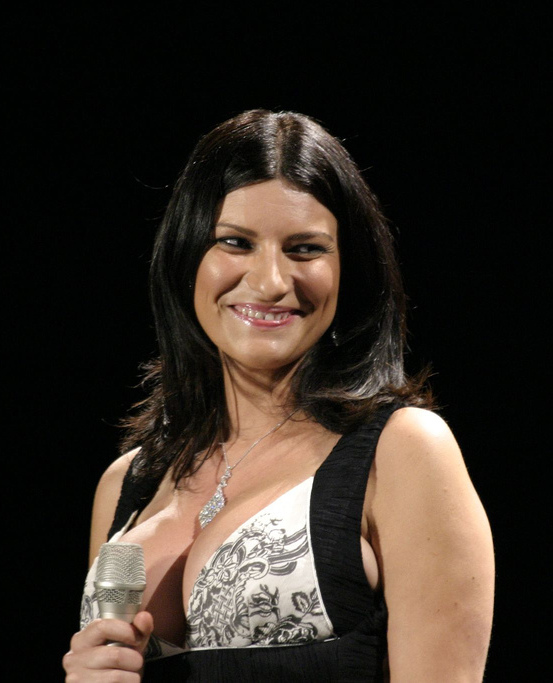
Laura Pausini
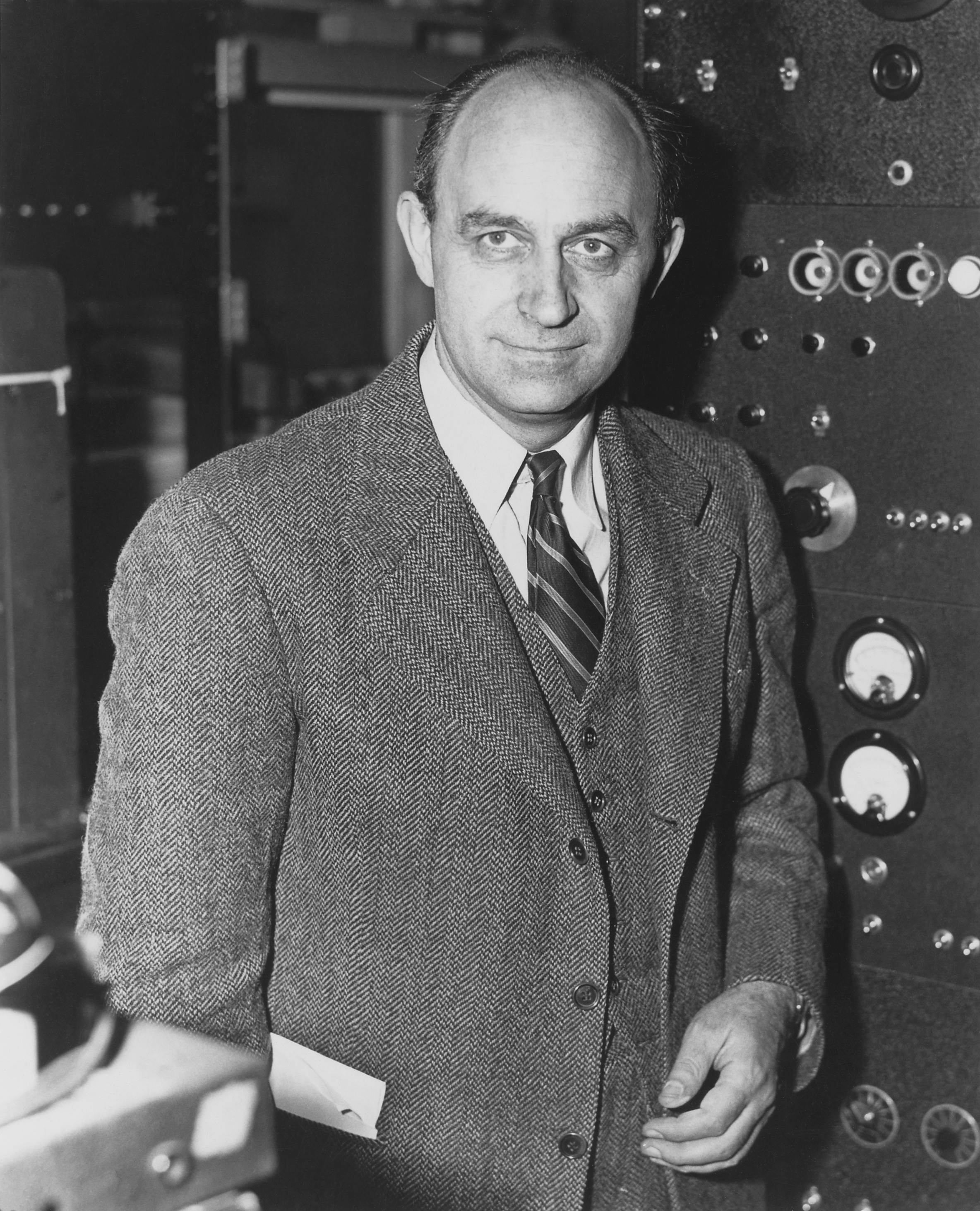
Enrico Fermi
Anna Magnani
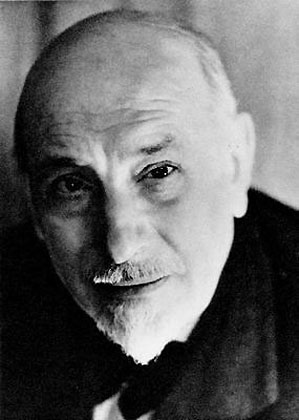
Luigi Pirandello
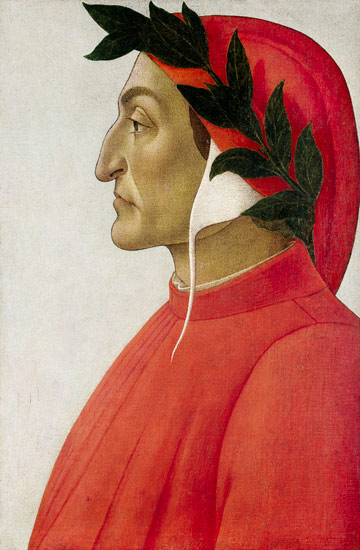
Dante Alighieri
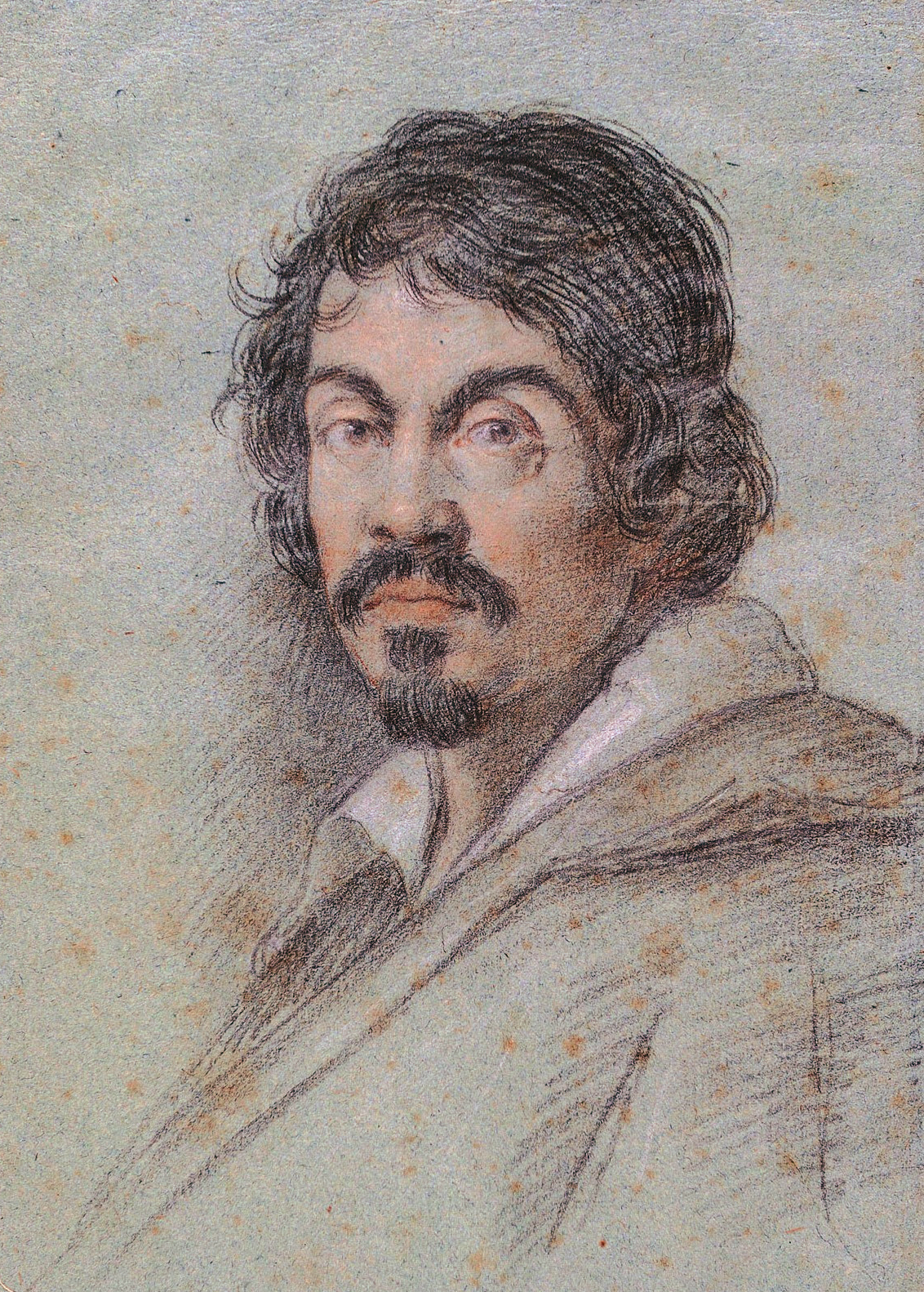
Caravaggio
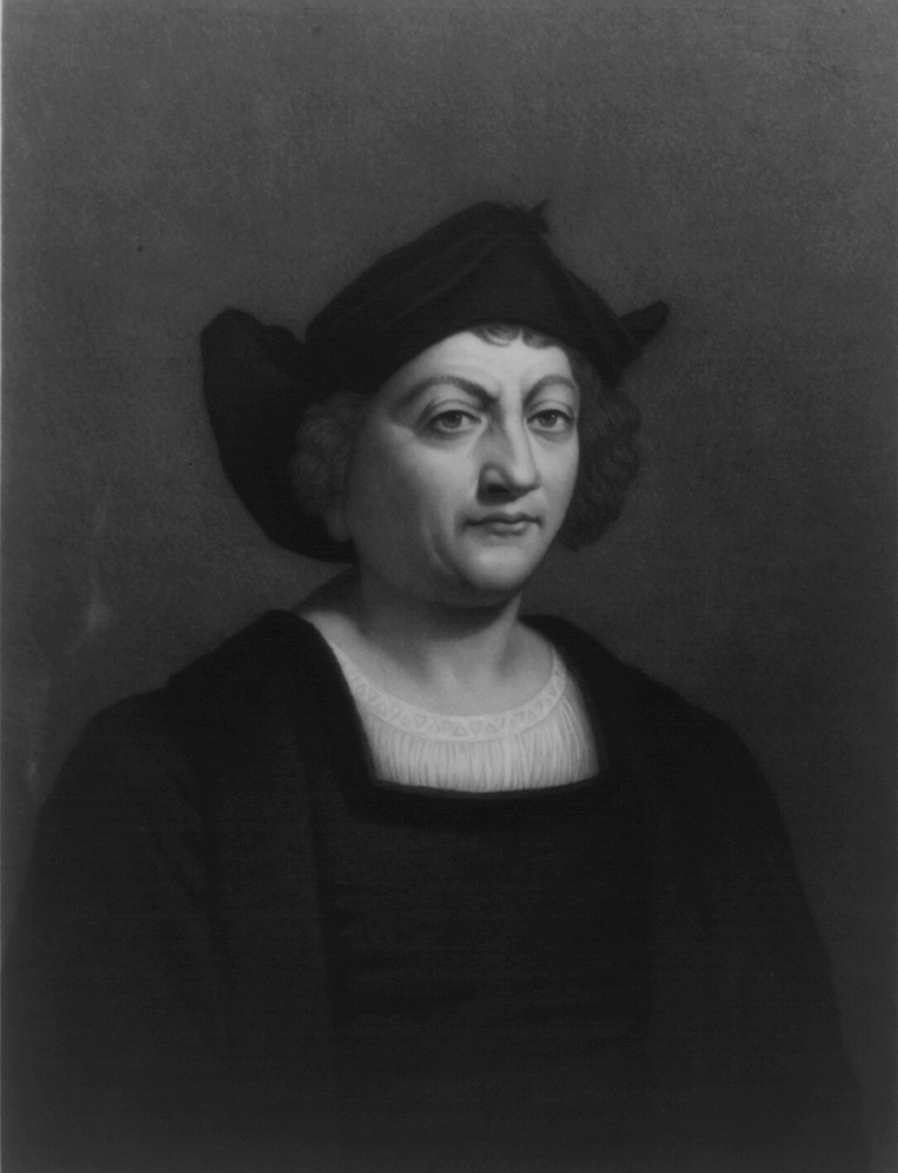
Cristoforo Colombo
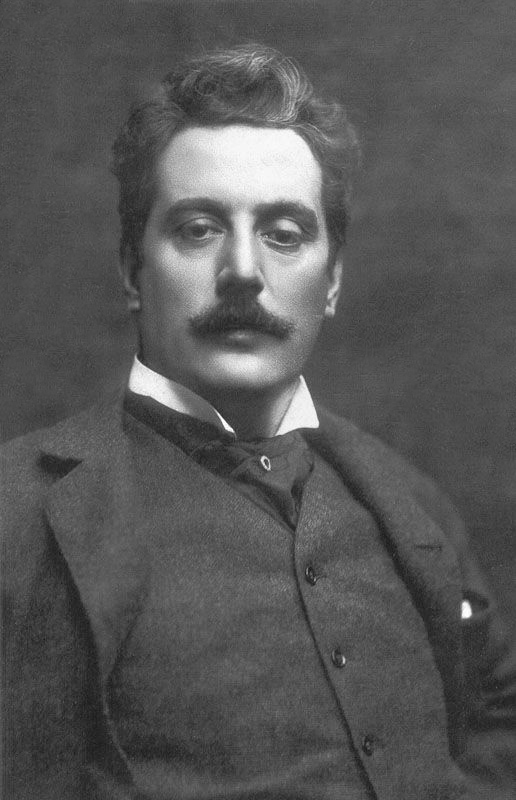
Giacomo Puccini

## Ascolti
| Puntata | Data             | Telespettatori | Share |
| ------- | ---------------- | -------------- | ----- |
| 1       | 20 gennaio 2010  | 1.861.000      | 8,77% |
| 2       | 27 gennaio 2010  | 1.822.000      | 7,26% |
| 3       | 3 febbraio 2010  | 1.947.000      | 8,04% |
| 4       | 10 febbraio 2010 | 1.591.000      | 6,81% |

## I vincitori nelle altre edizioni nel mondo
Di seguito i vincitori nei paesi in cui il programma televisivo si è già concluso.
- Regno Unito: Winston Churchill su Isambard Kingdom Brunel e Lady Diana
- Stati Uniti: Ronald Reagan su Abraham Lincoln e Martin Luther King
- Francia: Charles de Gaulle su Louis Pasteur e Abbé Pierre
- Germania: Konrad Adenauer su Martin Lutero e Karl Marx
- Spagna: Juan Carlos I di Spagna su Miguel de Cervantes e Cristoforo Colombo
- Grecia: Alessandro Magno
- Portogallo: António de Oliveira Salazar
- Sudafrica: Nelson Mandela (da segnalare il 12º posto di Charlize Theron e il 95º dell'Australopithecus africanus)
- India: Madre Teresa di Calcutta
- Australia: Howard Walter Florey
- Giappone: Oda Nobunaga
- Canada: Tommy Douglas
- Paesi Bassi: Pim Fortuyn
- Finlandia: Carl Gustaf Emil Mannerheim
- Israele: Yitzhak Rabin
- Cecoslovacchia: Carlo IV di Lussemburgo
- Russia: Aleksandr Nevskij su Pëtr Stolypin e Iosif Stalin
- Nuova Zelanda: Ernest Rutherford
- Romania: Stefano il Grande
- Belgio: Padre Damien (Fiandre) - Jacques Brel (Vallonia)
- Bulgaria: Vasil Levski
- Argentina: José de San Martín  su René Favaloro e Fangio
- Ucraina: Jaroslav I il saggio
- Cile: Salvador Allende
- Galles: Aneurin Bevan